# 西奧·德若特
西奧·德若特（荷蘭語：Theo de Raadt，荷蘭語發音：[ˈteː.o dɛˈraːt]，1968年5月19日—），生於南非比勒陀利亞，著名程式設計師，目前居住在加拿大亞伯達省卡加利。他是 OpenBSD 與 OpenSSH 專案的建立者與領導者，也曾經參與 NetBSD 專案。

## 生平
西奧·德若特的父親是荷蘭人，母親則是南非人，家中有兩個妹妹與一個弟弟，他是長子。1977年，他們全家移民至加拿大亞伯達省卡加利。1983年，因為加拿大遭遇自經濟大蕭條以來最嚴重的經濟衰退，迫使他們全家搬到育空。
1992年，西奧·德若特取得卡尔加里大学計算機科學理學士學位。
1993年，參與創立了 NetBSD 計畫。1994年12月，因為理念不合，西奧·德若特被要求辭去NetBSD的開發工作，存取原始碼的權限也遭到取消。
1995年10月，西奧·德若特從NetBSD 1.0衍生出了OpenBSD計畫。